# Eugen Krüger

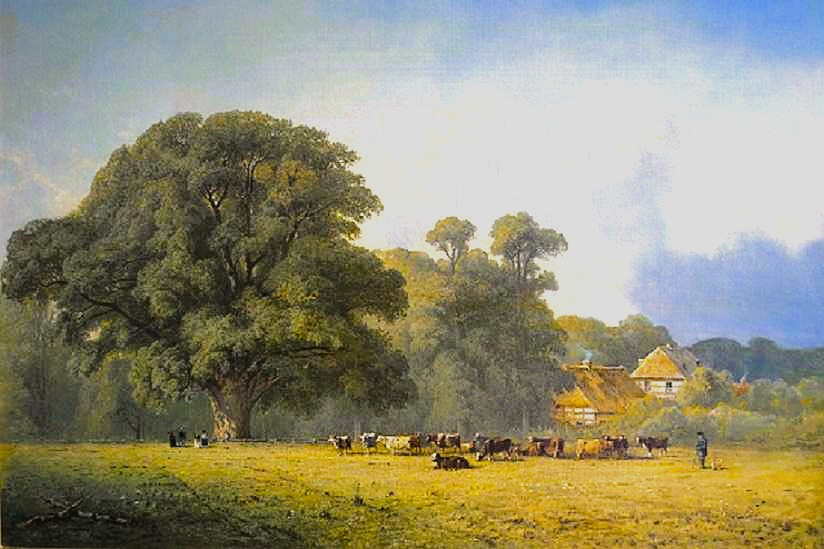
Gut Wellingsbüttel, Landpartie, links Carl und Louise Jauch geb. v. Plessen (1868)

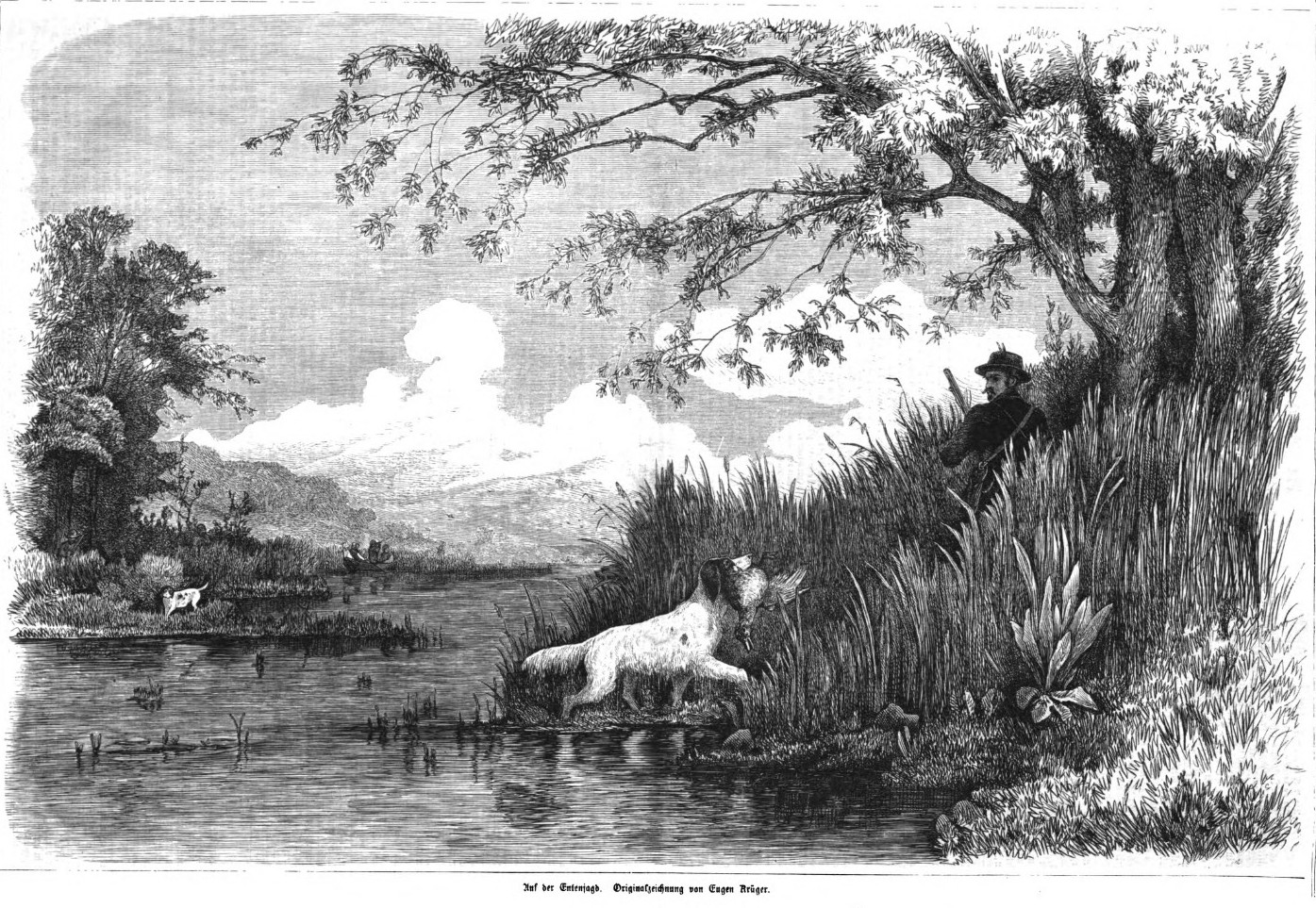
Zeichnung „Auf der Entenjagd“ (um 1862)

Eugen Krüger (* 26. Dezember 1832 in Altona; † 8. Juli 1876 in Düsternbrook) war ein deutscher Lithograf, Landschafts- und Tiermaler.

## Leben
Krüger lernte die Lithographie in Altona und studierte in Wien bei dem Lithographen F. J. Sandmann, bevor er sich der Landschaftsmalerei zuwandte. Reisen führten ihn nach England, Schottland, Frankreich, Italien und in die Schweiz. 1852 war er Schüler seines Onkels Louis Gurlitt, mit dem er 1853 eine Studienreise unternahm. Auch der Hamburger Lithograph Wilhelm Heuer soll zu seinen Lehrern gehört haben.
Aus dem Jahr 1853 – während der Studienreise mit Gurlitt entstanden – ist ein Holzschnitt der Kunigundenkirche in Dürnstein überliefert. Nach weiteren Studien 1853 in Düsseldorf mit seinem Freund Adolf Schreyer und Teutwart Schmitson ließ Krüger sich Ende der 1850er Jahre in Hamburg nieder. Krüger, zugleich passionierter Jäger, verkehrte u. a. im Haus des Hamburger Großbürgers Johann Christian Jauch und dessen Sohnes Carl Jauch und war regelmäßiger Gast auf den von diesen veranstalteten Jagden auf Gut Wellingsbüttel. Von seinen Arbeiten sind neben Lithographien Ölgemälde und Scherenschnitte – meist jagdliche Szenen – erhalten.
1864 erhielt die Hamburger Kunsthalle eine „schottische Landschaft“ Krügers von einer Sammlerin geschenkt. Bekannt ist seine zweiundzwanzig Blatt umfassende Lithographienfolge „Die Jagd gezeichnet und lithographiert von Eugen Krüger“, Hamburg 1860, in zweiter Auflage 1866 unter dem Titel „Wild und Wald“ erschienen und mit der großen goldenen preußischen Medaille für Kunst und Wissenschaft ausgezeichnet.
1870 veröffentlichte Krüger Eugen Krüger’s Landschafts-Album vom Kriegsschauplatz: 50 Bildern in Farbendr. nach seinen Skizzen vom Künstler selbst auf Stein gezeichnet. Später entstand Der Deutsch-Französische Krieg 1870-1871, eine Folge von 39 großformatigen Chromolithographien mit Szenen aus dem Kriegsalbum 1871, erschienen Wandsbek 1871. 1873 veröffentlichte er Six charactered landscapes. 1874 erschien in Berlin der Zyklus Malerische Reiseziele.
Bekannt ist eine Ansicht Schloss Windebys.
Eine Kreidelithographie Eugen Krügers diente 1894 Max Ernsts Vater als Vorlage für ein Aquarell. Die Beobachtung des Vaters „ist die erste und scheinbar für seine spätere Entwicklung ausschlaggebende Begegnung mit der Kunst“, wie Max Ernst in seinen Erinnerungen 1942 beschreibt.
Wegen Krügers frühen Todes ist die Werkbasis schmal. Nach seinem Tode fand in Hamburg zu seinem Gedächtnis 1877 eine „Eugen-Krüger-Ausstellung“ mit meist in Privatbesitz befindlichen Arbeiten statt. Werke befinden sich in Museen in Flensburg und Kiel. Krüger war Mitglied im Hamburger Künstlerverein von 1832.